# 5D (Fifth Dimension)
5D (Fifth Dimension) è un singolo del gruppo musicale statunitense The Byrds, pubblicato nel 1966 ed incluso nell'album Fifth Dimension.
La canzone è stata scritta da Jim McGuinn.

## Tracce
- 7"

1. 5D (Fifth Dimension)
2. Captain Soul